# Alfonso Fontanelli
Alfonso Fontanelli (Reggio nell'Emilia, 15 febbraio 1557 – Roma, 11 febbraio 1622) è stato un compositore, scrittore e diplomatico italiano del tardo Rinascimento. Fu una delle figure principali del rinnovamento musicale portato avanti alla corte degli Estensi a Ferrara nel tardo XVI secolo e uno dei primi compositori dello stile cosiddetto della seconda pratica nella transizione all'era barocca.

## Biografia

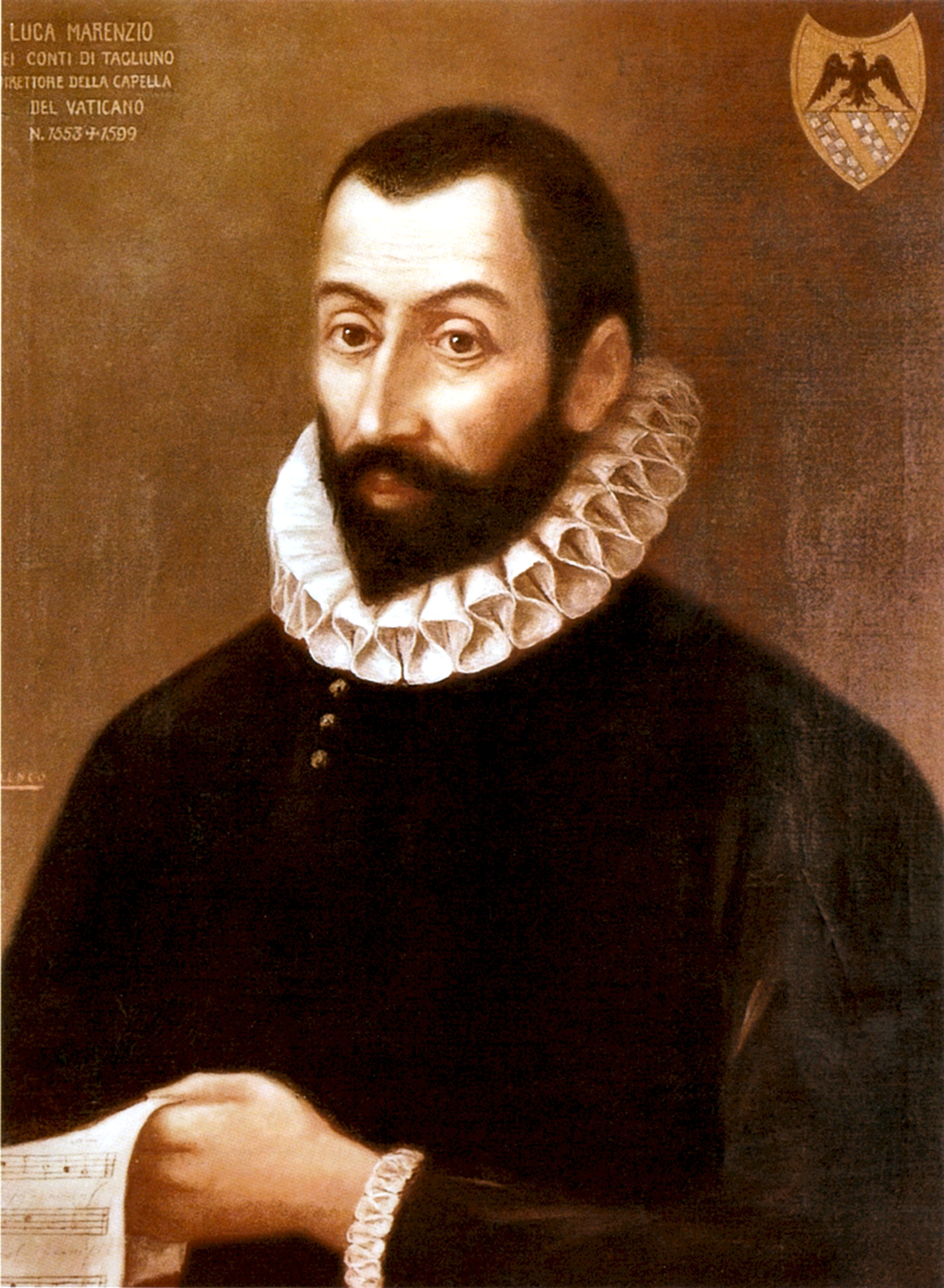
Luca Marenzio

Figlio del conte Emilio Fontanelli, studiò musica con il compositore Gasparo Pratoneri, ma dimostrò anche di distinguersi nella scrittura tanto che è giunto a noi anche un certo numero di suoi poemi.
Si sposò per la prima volta nel 1580, e nel 1584 iniziò la sua carriera di cortigiano, uomo di stato e musicista presso la corte degli Estensi di Ferrara.  Rimase al servizio degli Estensi fino al suo primo viaggio a Roma nel 1586. Mentre era a Roma, incontrò probabilmente il madrigalista Luca Marenzio, membro della scuola romana di musica, visto che nelle sue composizioni si trovano stilemi di quella scuola. La sua attività diplomatica, mentre era a Roma, accrebbe di molto la sua reputazione e nel 1558 ricevette due onorificenze: venne nominato "consulente musicale" dell'Accademia de Parteni di Ferrara e gentiluomo della corte di Ferrara. Egli aumentò la sua influenza nella corte da allora fino alla dissoluzione dello stato nel 1597, quando la famiglia Este si estinse ed il ramo cadetto si trasferì a Modena mentre la regione di Ferrara venne inglobata dallo Stato Pontificio.

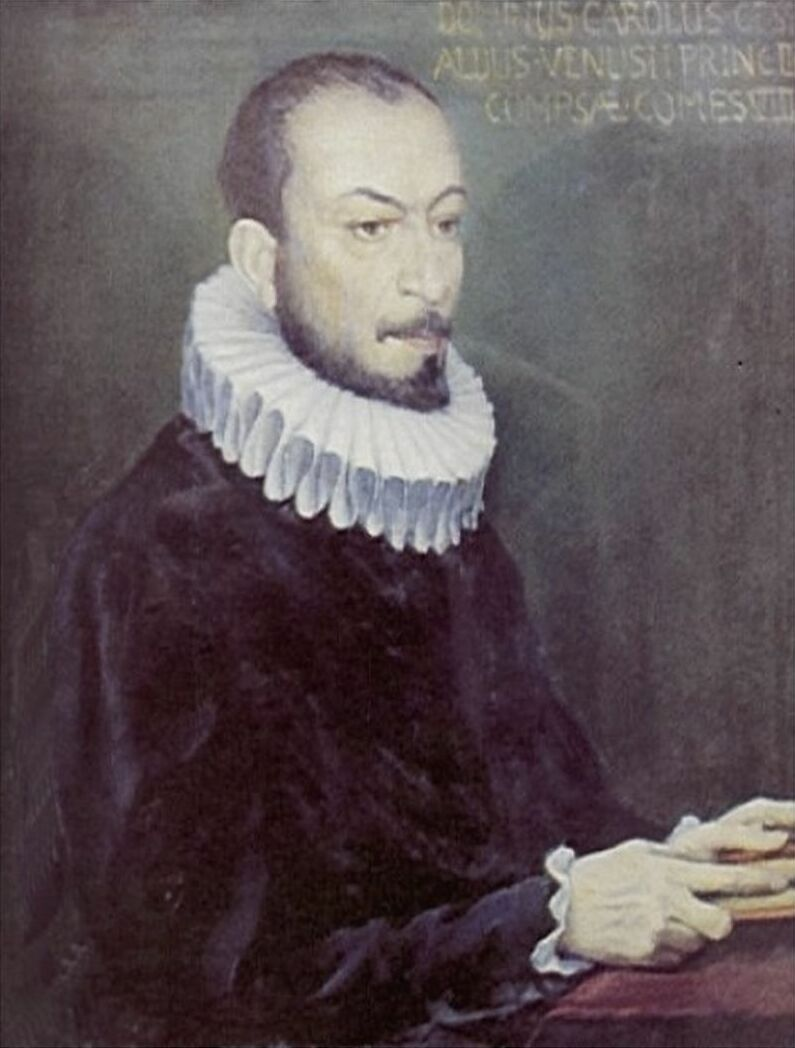
Carlo Gesualdo

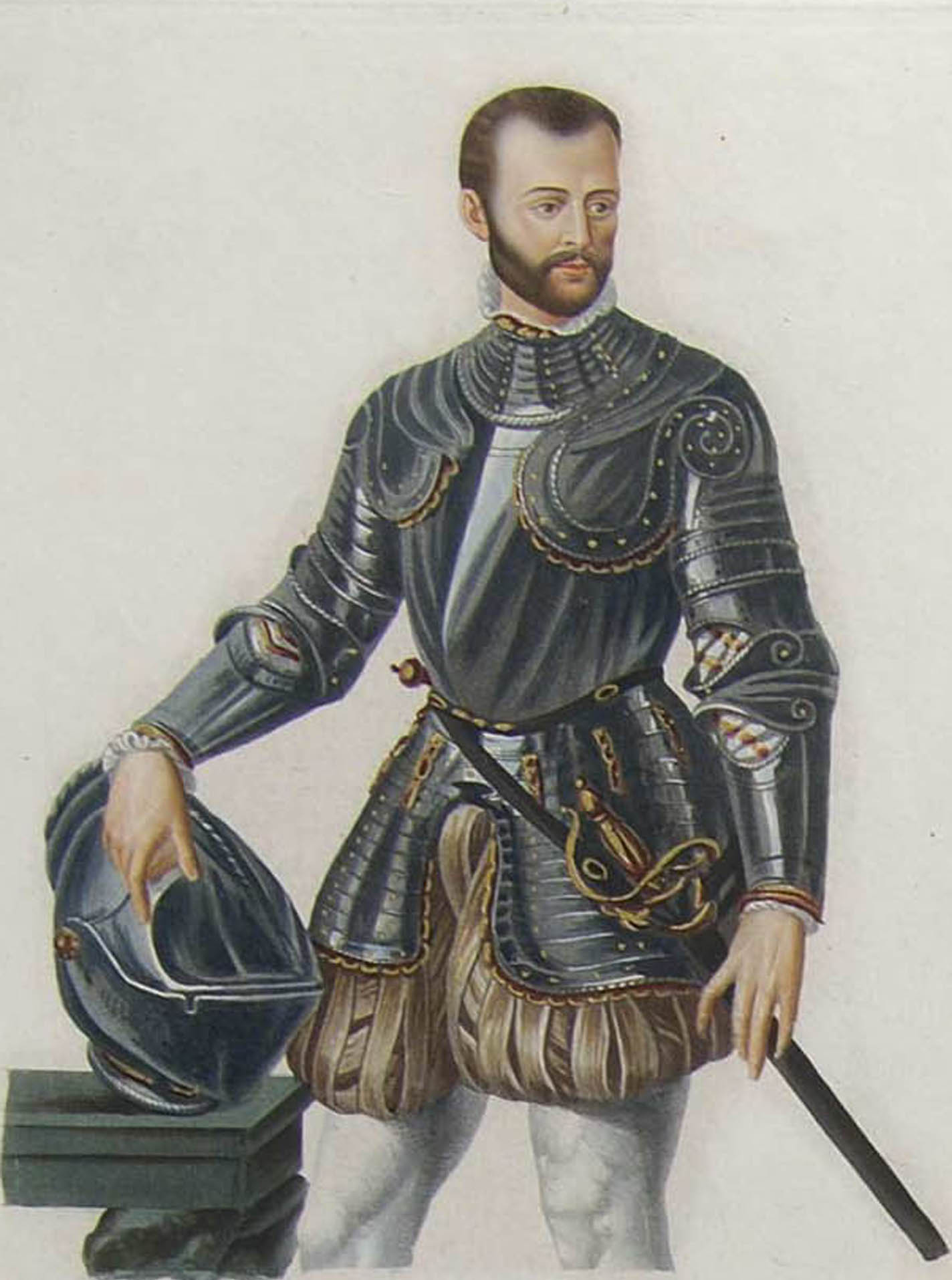
Alfonso II d'Este

Fontanelli probabilmente scrisse la maggior parte delle sue composizioni sopravvissute durante gli anni 1590 e subito dopo il 1600. Non solo fu attivo come musicista presso la corte di Ferrara nel corso della prima parte di questo periodo, ma era attivo anche come diplomatico e statista, e viaggiò verso i Gonzaga a Mantova e i Medici a Firenze, venendo a contatto con musicisti locali in ogni luogo da lui visitato. Nel 1594 viaggiò a lungo con Carlo Gesualdo, andando a Venezia, Firenze, Napoli e Venosa. Esiste ancora una corrispondenza fra lui ed il suo mecenate Alfonso II d'Este, contenente molte informazioni sulla pratica musicale del periodo. Nel 1591 morì la sua prima moglie, ed egli sposò Maria Biancoli, un matrimonio che si rivelò difficile.
Dopo che la famiglia Este si spostò a Modena, Fontanelli seguì il suo mecenate, mantenendo il ruolo di diplomatico:  nel 1600 e 1601 si recò a Roma e Firenze per conto degli Estensi. Nel novembre 1601, scoprì che sua moglie aveva una relazione, ed uccise il suo amante (a differenza di Gesualdo, che in simili circostanze aveva ucciso entrambi, Fontanelli risparmiò sua moglie). Per punizione fu spogliato dei suoi beni e bandito dalle terre estensi. Trovò rifugio presso la famiglia romana del cardinale Alessandro d'Este, fratello minore del duca Cesare che lo aveva bandito da Modena, e continuò la sua vita musicale a Roma. Nel 1605 aveva ripristinato i suoi legami con il duca Cesare, e divenne il rappresentante ufficiale della famiglia Este a Roma. Che si fosse pentito del delitto o che fosse stato perdonato a causa della sua eccezionale abilità di diplomatico, non è dato sapere.
Nel corso dei successivi dieci anni viaggiò molto, soggiornando a Firenze per cercare di mediare i conflitti tra i musicisti di corte dei Medici e soggiornò in Spagna nel 1611 e 1612 come rappresentante degli Este. Nel 1615 evidentemente si era stabilito a Roma, dato che divenne visibile nella vita musicale romana, tuttavia sembra che sue opere di questi anni non siano sopravvissute. Sopravvivono invece molte lettere tra i membri dell'aristocrazia romana e la gerarchia ecclesiastica, fornendo molti dettagli della vita musicale di Roma, e della posizione preminente di Fontanelli all'interno di essa. Fontanelli divenne sacerdote nel 1621 e morì nei primi mesi del 1622 per una puntura d'insetto, mentre era nell'Oratorio della Chiesa Nuova.

## Musica ed influenze
Assieme a Luzzasco Luzzaschi e Carlo Gesualdo, Fontanelli fu uno dei musicisti più in vista della corte di Ferrara dei compositori di madrigali relativamente all'ultimo decennio del XVI secolo. La sua musica fu a lungo negletta, venendo riscoperta alla fine del XX secolo.  Gustave Reese, nella sua enciclopedia Music of the Renaissance, non fa menzione di lui, mentre Alfred Einstein, nel suo The Italian Madrigal, lo loda come il compositore-nobiluomo della fine del XVI secolo, una categoria che comprende Gesualdo e Alessandro Striggio.
Fontanelli sembra abbia composto solo madrigali; nessuna musica sacra né musica strumentale è pervenuta a noi, anche se sembra abbia scritto della musica sacra per l'Oratorio dei Filippini alla Chiesa Nuova prima della fine della sua vita.  Pubblicò due libri di madrigali, entrambi a cinque voci:  il primo a Ferrara nel 1595, stampato da Vittorio Baldini, ed il secondo a Venezia nel 1604 per i tipi di Angelo Gardano.  Altri 16 madrigali, alcuni dei quali di attribuzione incerta, vengono ritenuti suoi.
Così come Gesualdo e Luzzaschi, Fontanelli compose dei madrigali che erano apprezzati da  un piccolo gruppo di intenditori, particolarmente da cortigiani che avevano accesso alla musica secreta di Alfonso II d'Este.  Stilisticamente la sua musica usava la tecnica più progressista del tempo, comprendendo i cromatismi e le relazioni incrociate; diversamente da Gesualdo, comunque, il cromatismo non è parte fondamentale della sua musica. La maggior parte dei suoi pezzi è breve, di durata inferiore ai tre minuti.  Nessuno di essi, ovviamente, è destinato ad essere eseguito per voce sola e accompagnamento di uno strumento a pizzico (come lo sono molti dei madrigali di Luzzaschi), essendo scritti in forma contrappuntistica e disgiunti nella struttura, ad evitare una linea dominante del soprano. Molti dei suoi madrigali, in particolare dal suo primo libro, sono stati scritti per due o tre voci di soprano, suggerendo che siano stati composti per il Concerto delle donne.
Il secondo libro di madrigali (1604), del quale alcuni pezzi vennero composti a Roma (ma pubblicato a Venezia), contiene alcuni pezzi di stile polifonico, richiamanti lo stile madrigalistico di alcuni decenni indietro.  Questo stile rifletteva quello della scuola romana, molto più conservatrice dell'esoterica scuola di Ferrara, e degli insoliti suoi esperimenti musicali.